# Tipulodina pedata
Tipulodina pedata är en tvåvingeart som först beskrevs av Christian Rudolph Wilhelm Wiedemann 1821.  Tipulodina pedata ingår i släktet Tipulodina och familjen storharkrankar. Inga underarter finns listade i Catalogue of Life.